# Північно-Східна антияпонська об'єднана армія
Північно-Східна антияпонська об'єднана армія (кит.: 東北抗日聯軍) — антияпонське партизанське формування, що діяло в Маньчжурії (з 1932 - Маньчжоу-го) після її окупації Японією в 1931.
Після японського вторгнення до Маньчжурії Комуністична партія Китаю почала створювати партизанські з'єднання, шляхом об'єднання яких утворилася Північно-Східна народна революційна армія. Незважаючи на загальну незгоду партійного керівництва, ряд членів партії взяли участь у діяльності різних добровольчих антияпонських військових формувань, воюючи проти японських військ та сил Маньчжоу-го.
У 1934, після розгрому добровольчих антияпонських формувань, з комуністичних бойових груп, що залишилися, була сформована Північно-Східна антияпонська об'єднана армія, яку очолив Чжао Шанчжі. Ці сили продовжили боротьбу проти японців.
У 1935 компартія офіційно змінила політику і стала закликати до організації єдиного антияпонського фронту, після чого до Армії влилися залишки розбитих у минулі роки партизанських загонів та угруповання корейських повстанців. Армія була розділена на три армійські групи: 1-у (командувач - Ян Цзин'юй, діяла в провінції Ляонін), 2-ю (командувач - Чжоу Баочжун, діяла в провінції Гірін) і 3-ю (командувач - Лі Чжаолінь, дійство Хейлунцзян), всього в них налічувалося до 45 000 осіб. Завданням армій було створення вогнищ опору та залякування нової адміністрації, що серйозно впливало на стабільність Маньчжоу-го у 1936-1937.
З жовтня 1936 по березень 1937 16-тисячний корпус армії Маньчжоу-го провів операцію проти 1-ї армійської групи, вбивши 2000 повстанців і ще більше розігнавши.
Після початку 1937 повномасштабної війни метою Об'єднаної армії стало також сковування японських частин.
З листопада 1937 по березень 1939 24-тисячний корпус Маньчжоу-го вів боротьбу проти 2-ї армійської групи в басейні Амура, Сунгарі та Уссурі.
У другій половині 1938 японські війська були сконцентровані у Фентяні, щоб покінчити з найнебезпечнішими партизанами генерала Ян Цзин'юя.
В результаті боїв сили борців із японською агресією поступово танули. 23 лютого 1940 офіцером-зрадником був убитий Ян Цзін'юй, 12 лютого 1942 заарештований Чжао Шаньчжі (згодом помер ув'язнений). У умовах основні сили партизанів наприкінці 1941 ухвалили рішення про вихід на територію СРСР.
У СРСР партизанська армія формально перетворена на 88-ю міжнародну бригаду РСЧА, проте при цьому повністю зберегла свою внутрішню структуру; сили, що залишилися на території Маньчжурії, були повністю знищені японцями та їх поплічниками.
У 1945, в ході радянської наступальної операції китайсько-корейська армія під командуванням Чжоу Баочжуна повернулася на територію Маньчжурії, де до неї приєдналися ряд повсталих частин армії Маньчжоу-го.
Влітку 1946, після відновлення Громадянської війни в Китаї, на основі 8 армії, Нової 4-армії та Північно-Східної антияпонської об'єднаної армії була сформована Північно-Східна народно-визвольна армія.